# فرودگاه رانکین، تگزاس
 فرودگاه رانکین، تگزاس (به انگلیسی: Rankin Airport (Texas)) یک فرودگاه همگانی بهره‌برداری هوایی است که یک باند فرود شن دارد و طول باند آن ۹۱۴ متر است. این فرودگاه در شهر رنکین، تگزاس کشور ایالات متحده آمریکا قرار دارد و در ارتفاع ۷۷۵ متری از سطح دریا واقع شده است.